# Lilla Alntjärnen
Lilla Alntjärnen är en sjö i Vansbro kommun i Dalarna och ingår i Dalälvens huvudavrinningsområde.